# Шумика
Шумика (Каменка) — река в России, протекает в Башмаковском и Белинском районах Пензенской области. Выше впадения Малой Мошли называется Каменкой, ниже Шумикой. Длина Шумики с Каменкой составляет 27 км, площадь водосборного бассейна 186 км². 
Каменка вытекает из большого пруда у села Никульевка Башмаковского района. Ниже река протекает в Белинском районе. Здесь Каменка протекает через село Похвистнево. Чуть ниже слева в 12 км от устья в реку слева впадает Малая Мошля. Дальше уже Шумика протекает через село Ширяево. Устье Шумики находится в 368 км по правому берегу реки Ворона.

## Данные водного реестра
По данным государственного водного реестра России относится к Донскому бассейновому округу, водохозяйственный участок реки — Ворона, речной подбассейн реки — Хопер. Речной бассейн реки — Дон (российская часть бассейна).
По данным геоинформационной системы водохозяйственного районирования территории РФ, подготовленной Федеральным агентством водных ресурсов:
- Код водного объекта в государственном водном реестре — 05010200212107000006427
- Код по гидрологической изученности (ГИ) — 107000642
- Код бассейна — 05.01.02.002
- Номер тома по ГИ — 07
- Выпуск по ГИ — 0